# داود عبد الله حرسي
الجنرال داود عبد الله هيرسي (بالصومالية: Daa'uud Cabdulle Xirsi)‏ (1925-1965) كان ضابطًا في الشرطة والجيش الصومالي، وأصبح بعد ذلك القائد الأول للقوات المسلحة الصومالية. 